# パーソナルコンピュータ史
パーソナルコンピュータ史（パーソナルコンピュータし）では、パーソナルコンピュータ（英: Personal Computer、パソコン）の歴史を説明する。

## アメリカにおける歴史
パーソナルコンピュータの実物が登場する以前に「パーソナルコンピュータ」という言葉が使われた一例として、1962年11月3日のニューヨーク・タイムズ紙のJohn Mauchlyの記事がある。この記事では、将来のコンピュータに関する見通しとして普通の子供達がコンピュータを使いこなすであろうことを述べている。
しかし現実には、個人で使える情報処理装置としては1970年代にIBM 5100やHP-9800シリーズなどの卓上型のコンピュータが発売されていたが高価であり、基本的には大企業などの限られた部門が購入できたに過ぎなかった。
1970年代中ごろに普及し始めた8ビットマイクロプロセッサを用いて、ごく限定された機能・性能ながら個人の計算やデータ処理を行うことができ、価格的にも手が届くコンピュータが作られるようになった。

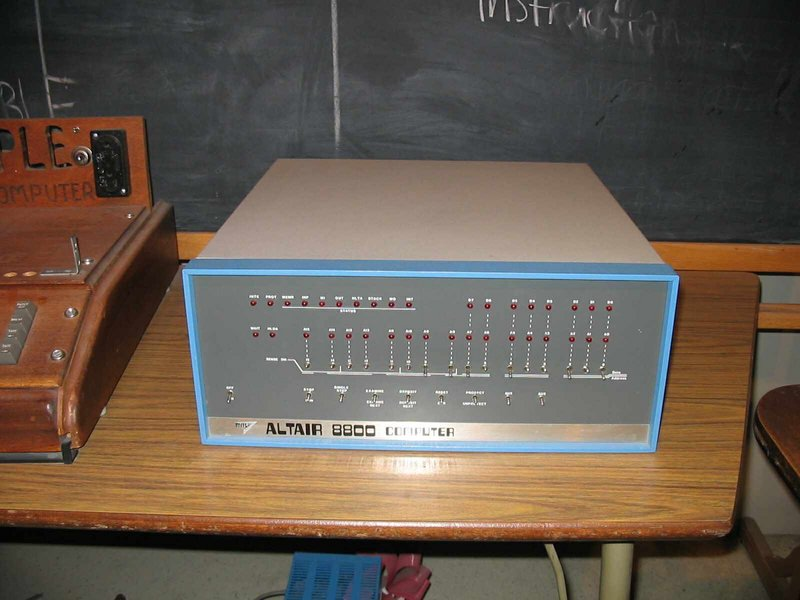
Altair 8800

エンジニアや好事家などの中にその趣味の一環としてこの大幅に小型化され安価となったマイクロプロセッサを応用して独自にマイクロコンピュータを設計・製作する者たちが現れたが、このような個人向けの市場を開拓したという点で重要な位置付けとなるのが1975年1月に『ポピュラーエレクトロニクス』誌で紹介されたMITSのAltair 8800や、その互換機として発売されたIMSAIのIMSAI 8080である。Altairは1974年4月に発表されたばかりの8080マイクロプロセッサを採用していたが、本質的には小型化されたミニコンピュータであり、箱型の筐体にCPUや記憶装置を収容し端末を接続する形態であった。起動にも複雑な操作を必要とし本体単体のみではごく限定された機能・性能しか持ち得ないものであったが、拡張ボード（S-100バス。後にIEEE-696として標準化された）によって柔軟に入出力装置や記憶装置の増設を可能としていたなどその後のパーソナルコンピュータの発展の起爆剤となった（マイクロコンピュータの記事も参照）。
1976年にはモステクノロジーからKIM-1という6502の使用法やプログラム開発法について技術者がトレーニングするためのボードmicroprocessor development board（日本では「トレーニングキット」などと呼ばれ、後に「ワンボードマイコン」と呼ばれるようになるもの）が発売になり、同様のボードが各プロセッサごとに開発・製造されるようになっていった。

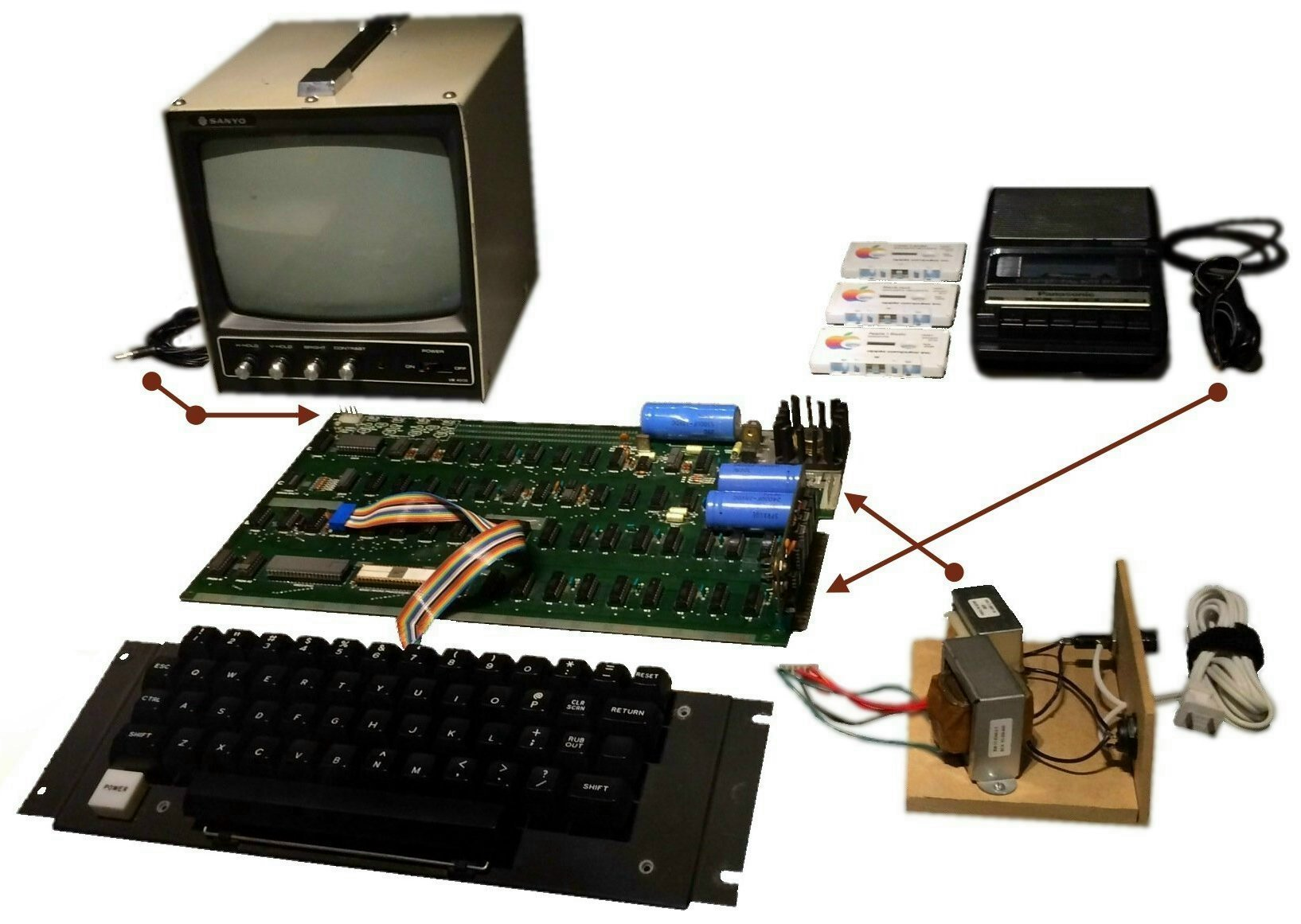
Apple I

MOS 6502を用いたコンピュータのキットをスティーブ・ウォズニアックが着想・設計し友人のスティーブ・ジョブズがビジネス化するアイディアを思いつき、Apple Iとして1976年に発売された（大学生だった彼らはこれを製造するのに必要な部品を買ったり基盤のエッチングを発注するお金すら無く、自動車を売るなどして工面し、もうひとり仲間を加えて3人でApple Computer社を設立し、ガレージで自力ではんだ付けして製造したのだった）。Apple Iは、40桁×24行の文字表示を家庭用テレビに表示できるものであり、端末相当の機能を担う回路が際立っており、オプションとしてBASICインタプリタ（これもウォズニアックが書いたもの）を購入することも可能で、当時として画期的であったが、基板を入れる筺体すら無く、キーボードやトランスなどの部品も購入者が自力で見つけて組み合わせないと動かないキット形式であったので、ユーザにとってハードルが高く、販売数はわずか170台程度だった。その欠点を反省したジョブズらは、翌1977年に発売したApple IIではキーボードもひとつの洗練された筐体に収め電源込みの完成品として販売したこと（左下写真も参照）で販売数が伸び、パーソナルコンピュータの普及を促した。これは整数型BASICインタプリタをROMで搭載し、キーボードを一体化、カラービデオディスプレイ出力機能を内蔵したもので、今日のパーソナルコンピュータの基本的な構成を満たしている。グラフィック性能も高かったのでパソコンゲームのプラットフォームとしても人気となり、さらに表計算ソフト VisiCalcがApple II用として1979年中期から販売されキラーアプリケーションとなり、単なるホビーイスト向けの玩具ではなく実務にも使える道具だと一般人やビジネスマンにも認められた結果 大成功となり、Apple IIシリーズは16年間の累計でおよそ600万台も販売され、同社の躍進の基盤となった。なお、Apple IIはオープンアーキテクチャであったため多くの互換機をも生み出すこととなり、同時にシェアも奪われることにつながった。後に互換機メーカーへの警告や提訴を行ったが、互換機メーカーが無くなることはなかった。
1977年発売の、アップル、タンディ・ラジオシャック、コモドールの3社の製品が販売数を伸ばしパソコン市場を拡大させ「御三家」状態になった。
1980年前後にはその御三家以外にも、（ゲーム機を得意とする）アタリや、（イギリスの）シンクレア・リサーチなど多くのメーカーが参入し、相互に互換性を持たない独自仕様が乱立する状況下で、販売数を競い合った。
1977年の御三家
- Apple II（1977年発売）+ グリーンモニタ。右側にVisiCalcのパッケージ。
- Commodore PET（1977年10月）
- TRS-80 Model I。ラジオシャック社製（1977年11月）

1980年前後
- Atari 800。Atari 8ビット・コンピュータ（1979年）
- コモドール64（1982年）。爆発的に売れ、単一機種の販売台数の記録は未だに破られていない。
- イギリスのメーカーシンクレア・リサーチ社のZX Spectrum（1982年）。

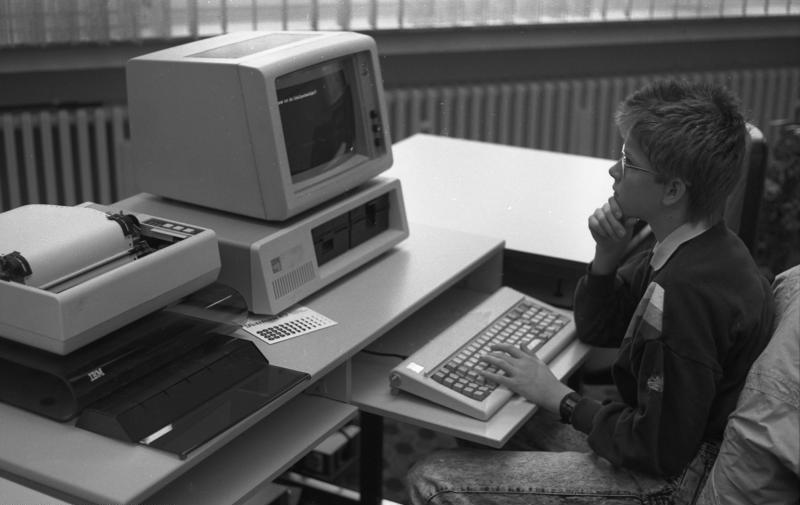
IBM PC（1981年登場）およびIBM CGAモニタ、IBM PCキーボード、IBM 5152プリンタ。

1981年に参入したIBMのパーソナルコンピュータ IBM PC（通称。単に「PC」とも。のちの互換機と区別して「Original PC」とも。品名「IBM Personal Computer」、型番「5150」）の登場と共に16ビットCPU時代の幕開けを迎えた。IBM PCは同時代の水準としても既に特別に高性能なコンピュータではなかったが、何よりもコンピュータ業界で圧倒的な知名度を得ていたブランド力でビジネス市場で大成功を収めた。オープンアーキテクチャすなわちハードウェア仕様を公表していたので、他のメーカーやベンダーもIBM PCの互換機を発売し、IBM PC互換機市場というものが形成され、その市場は急速に拡大して行った。IBMは続いてハードディスク装置を内蔵したPC/XT、さらにCPUを高速版の80286にしたPC/ATを発売、他社も互換製品（PC/AT互換機）を発売して、他の仕様のパーソナルコンピュータを圧倒し、PC/AT互換機はオフィスで用いるタイプのパーソナルコンピュータの業界標準、デファクトスタンダードになった。

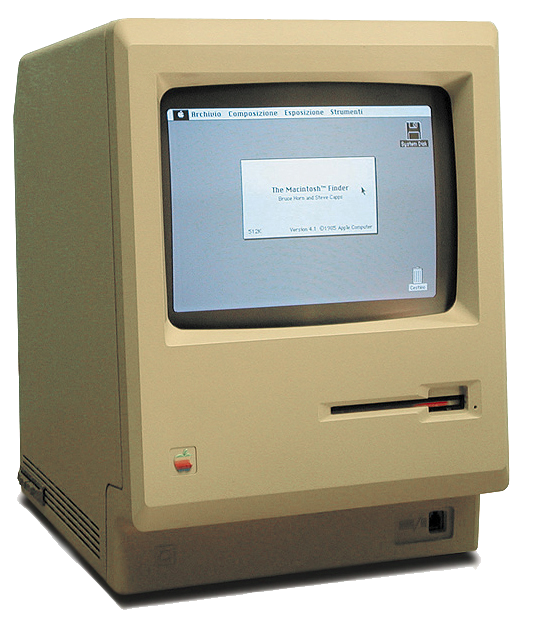
Macintosh 128K（1988年ころ）

一方、アップルが1980年5月に満を持して投入したApple III（Apple3）はApple IIとの互換性が完全ではなかった上に品質上の問題も抱え、市場で受け入れられることなく失敗する。Apple IIIに見切りをつけたアップルは、GUIとマルチタスクを備えたLisaを 1983年に発売し注目を集めるが、これも高価すぎて営業的には失敗に終わる。その後、より安価なMacintoshを1984年に発売するとようやく一定の成功を収めた。しかしApple IIで互換機メーカーにシェアを奪われる苦汁をなめたことからクローズドアーキテクチャにした。当然、互換機という敵はなかった。一時は様々な思惑のもとにMacintosh互換機事業を開始したが、その時点で既にPC/AT互換機が業界標準となりつつあったため、パーソナルコンピュータ全体の中でのシェアは期待ほど伸びず、逆に互換機メーカーとMacintosh互換機市場を食い合う結果となった。最終的にアップルは互換機ビジネスを中止してクローズドアーキテクチャに回帰し､パーソナルコンピュータ全体の中でのシェア争いは放棄し、アップルとしての利益を確実に確保することを選択した。
1980年代から高機能端末としてワークステーションが発達してきていたが、1990年代、パーソナルコンピュータのネットワーク機能が充実し、フル機能のUNIXが動作するようになってワークステーションとパーソナルコンピュータとの境界は曖昧になった。2000年代､MacintoshのOSはUNIXベースのMac OS Xへと移行し、またPC/AT互換機のOSもUNIX同等の機能を持ったWindows NT系へと移行した。1990年代末には、パーソナルコンピュータ市場は多数のメーカーによるPC/AT互換機とWindowsの組み合わせ（Wintel）がほぼ支配するようになった。Wintel仕様が事実上の標準と定まったことで各メーカーによる差別化は困難となり、PCのコモディティ化が起き、最初は適度な競争のもとで低価格化が進んだ。
だがWintel仕様のPCの販売数が大きくなるにつれ、その部品を製造するメーカーも増え、部品が広く流通し、その部品を組み合わせればPCの主要部分は簡単に安く組み立てられるようになった（PCの基礎的な開発・設計が自社で出来なくてもPC製造に乗り出すことができるようになった）ことでPC市場への参入障壁が低下、デルなどWintel仕様のPCを低価格で製造することに注力するメーカーがいくつも乱立、過当競争が起きるようになり各メーカーは利益率が著しく低下し経営内容は悪化、そのうちに中華圏のメーカーまで台頭し、撤退や合併・買収など、再編が相次いだ。PCのオリジナルであるIBM PCを開発・販売したIBMも、パーソナルコンピュータ事業の業績不振から、2004年12月にパーソナルコンピュータ事業を中国のレノボ・グループ（聯想集団）に売却すると発表した。ハードウエアのオープンアーキテクチャ化を大きな要因として繁栄したPC/AT互換機であったが、その本家本元のIBMが、最終的にはその互換機同士の過当競争によって市場撤退へと追い込まれてしまうことになった。
一方、Macintoshは、アップルが他社による互換機を排し、ハードウェア・OS・小売事業の全てをアップル一社で提供する、という垂直統合のビジネスモデルを堅持したおかげで、全パーソナルコンピュータ販売数に占める割合、という点で見かけ上は小さくても、実は好調な利益率を確保することでビジネスとしては成功、パーソナルコンピュータ全体に占めるシェアまでも再びじわじわと拡大する傾向となった。

## 日本における歴史

### 登場以前
日本で本当にパーソナルコンピュータが登場する以前に「パーソナルコンピュータ」という言葉が使われた例があり、日立製作所が開発した日本初のミニコンピュータHITAC 10（1969年2月完成）のカタログに「パーソナルコンピュータ」という言葉が使われた。しかしながらこれは価格がベーシック（基本）システムですら495万円（当時の価格。現在価格に換算するともっと高い）で、実際には法人・組織用のものであり、実質的にはパーソナルコンピュータ（個人がひとりで専有して使うコンピュータ）ではなかった。

### ワンボードマイコン・キットの時代
黎明期の初端においては、日本でもアメリカと同様に、エンジニアや好事家が独自に部品を調達してワンボードマイコンなどを設計・制作し、あるいはもっぱら輸入された評価キットやワンボードマイコンなどが秋葉原の電子デバイス店などの小売店で細々と売られる程度であった。
しかしアメリカでAltair 8800（1974年 - ）とその互換機が登場すると、これらの輸入品を主力に取り扱う店舗も日本で登場し、日本でも「個人向けマイクロコンピュータの歴史」が始まった。
日本では1976年5月に東芝よりTLCS-12A EX-0（定価99,000円）が発売された。電源装置を別途用意すれば、12ビットのLED表示とディップスイッチを使ってテレタイプ端末などの入出力機器を必要とせずに動作させることができる日本国産初のワンボードマイコンである。

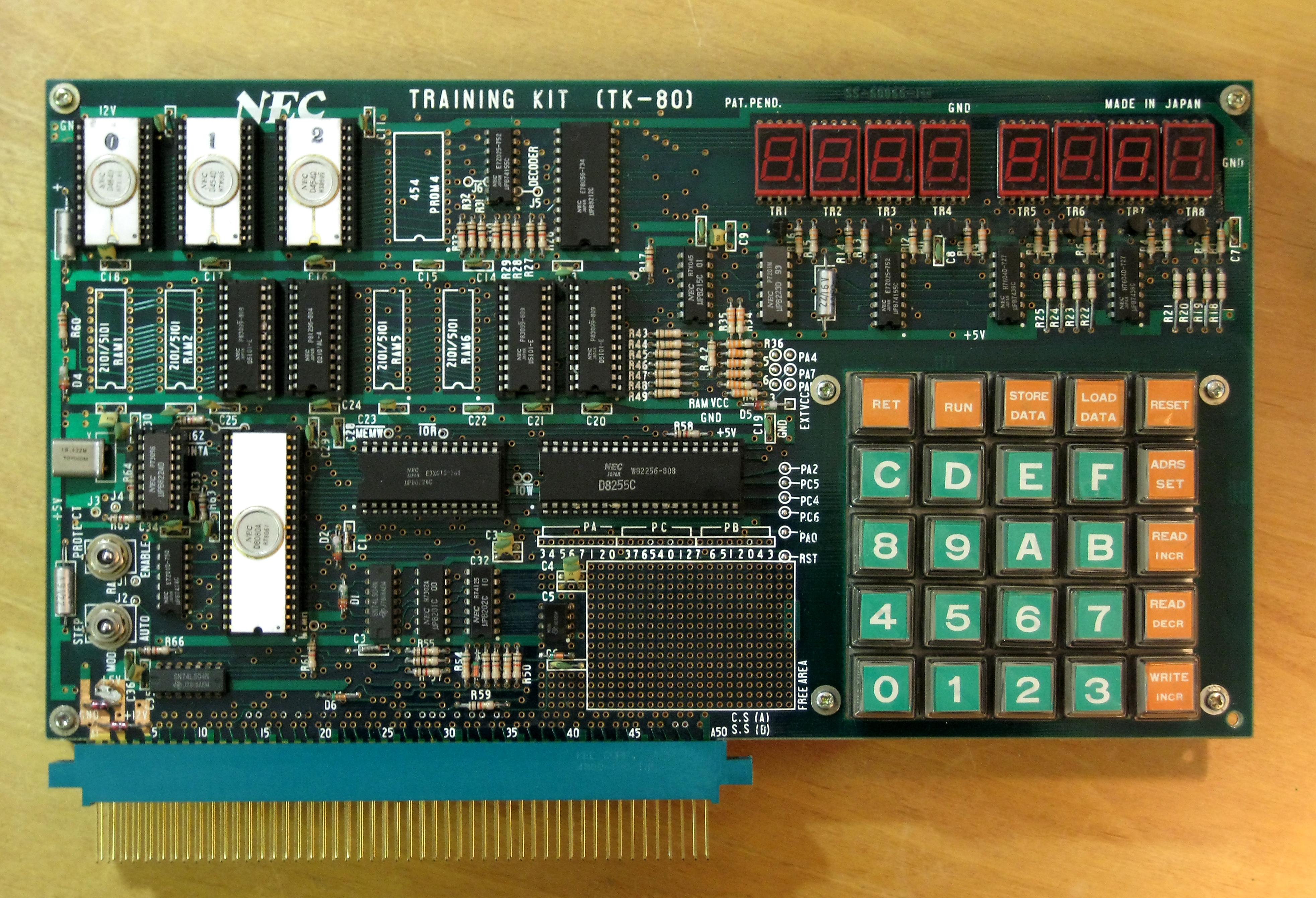
NEC TK-80（1976年）

のちの「国産マイコン」に連なる最初の製品は1976年8月3日に日本電気（NEC）から発売されたTK-80（定価88,500円）とされる。本機はTK（Training Kit）という名前からも分かるように、元来は8080互換マイクロプロセッサの採用を検討する企業の技術者に向けた評価・教育用ツールであった。これはボードに16進キーボードとLED表示器がついただけのものだったが、同年9月に秋葉原に開設したBit-INNでサポートが行われ、同年10月にNECマイコンクラブを結成するなど積極的なユーザ支援体制もあって、企画当初の予想を超えたベストセラーになった。
TK-80の立ち上がりを受けて他社からもワンボードマイコンが相次いで発売された。サードパーティからはその周辺機器が開発され、『月刊アスキー』や『月刊マイコン』などの専門誌も登場して「マイコンブーム」を形成した。

### 8ビットパソコン・BASICと群雄割拠の時代
ワンボードマイコンは、実用性には程遠いものだったので、次の段階として商品としての体裁を整えた製品が次々と登場することになる。当初はこれらの製品も引き続き「マイコン」と呼ばれていたが、次第に「パーソナルコンピュータ」（パソコン）と呼ばれることが多くなっていった。本節では便宜上これらの製品を「（8ビット）パソコン」と記述する。
1977年9月、ベンチャー企業であるソード電算機システム（現：東芝パソコンシステム）がM200シリーズを発売。これはコンピュータ本体とキーボード・モニタ・5インチFDDなど、必要な周辺機器を一体化したオールインワン・コンピュータであった。BASICを採用していたが、価格は150万円とあまりにも高価でありパーソナルコンピュータ（個人所有の安価なコンピュータ）とはいえないものであった。なお、これ以前にショップブランドではあるが、アスターインターナショナルよりキーボード・モニタ一体型のコスモターミナル-Dが発売されていた。また、同年に『月刊マイコン』が創刊された（当時は隔月刊の出版元への直接注文であったが、創刊号8月、10月号を経て12月号より月刊誌となり、全国書店にて取り扱いを開始した）。この12月号の表紙がコスモターミナル-Dであった。同年11月、精工舎（現：セイコー）からSEIKO5700という業務用コンピュータが発売された。蛍光表示管やプリンタ・キーボード一体型の同機はフォートランを採用。しかし高価であったために、パーソナルという言葉のようには「一般化」はされておらず、研究開発の用途向けであったと思われる。
その後、実際にパーソナルな用途で使える、個人でも購入できる価格設定のコンピュータが各社から発売される（これ以前の物は個人所有にはあまりにも高価で、名称はどうであれ実際にはパーソナル用途のコンピュータではなかった）。1978年に日立より日立マイクロコンピューターベーシックマスターMB-6880、シャープよりMZ-80Kが発売され、翌1979年にはNECよりPC-8000シリーズが発売された。当初はこの3機種が8ビットパソコン初期の御三家と言われたが、ベーシックマスターレベル1・2はしばらくするうちに市場シェアでMZ-80やPC-8000シリーズに押され気味となった（ただし消えてしまったわけではなく、一定のシェアはあった）。その結果、1980年前後にはPC-8001とMZ-80K/Cが人気を二分したと言っても過言ではない。

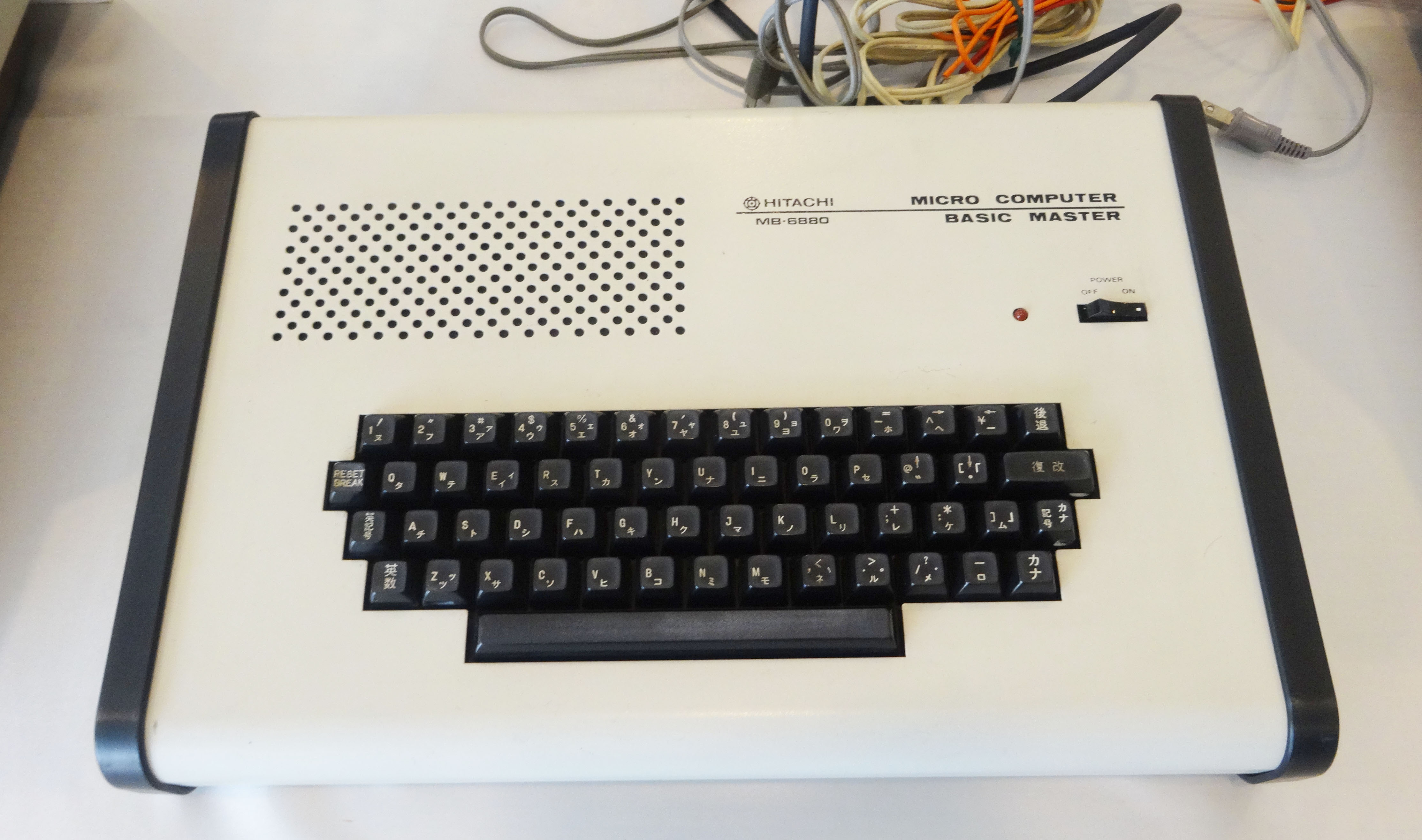
日立のベーシックマスター MB-6880（1978年）。実質的に国内初の8ビットパーソナルコンピューター。
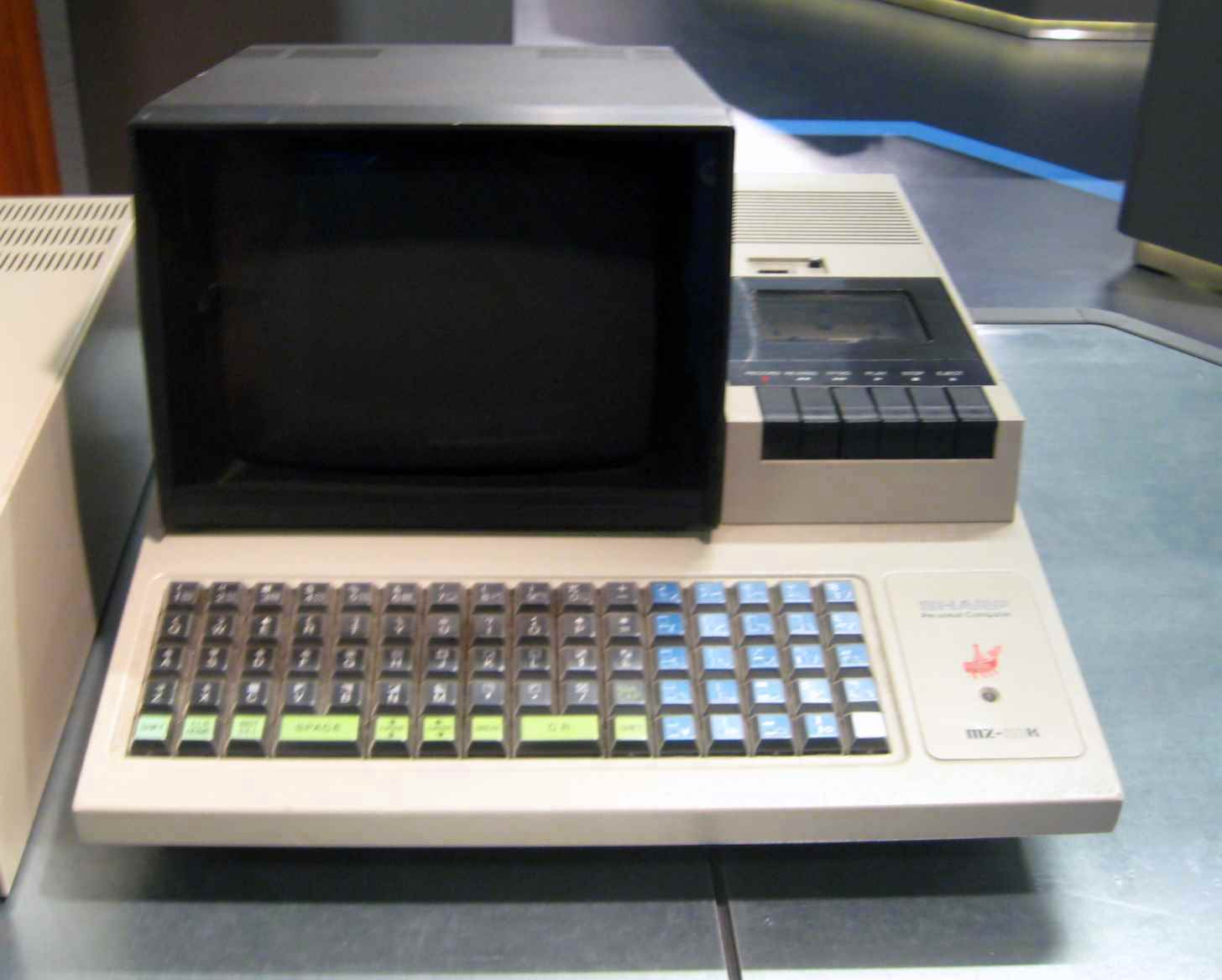
シャープ MZ-80K（1978年）。
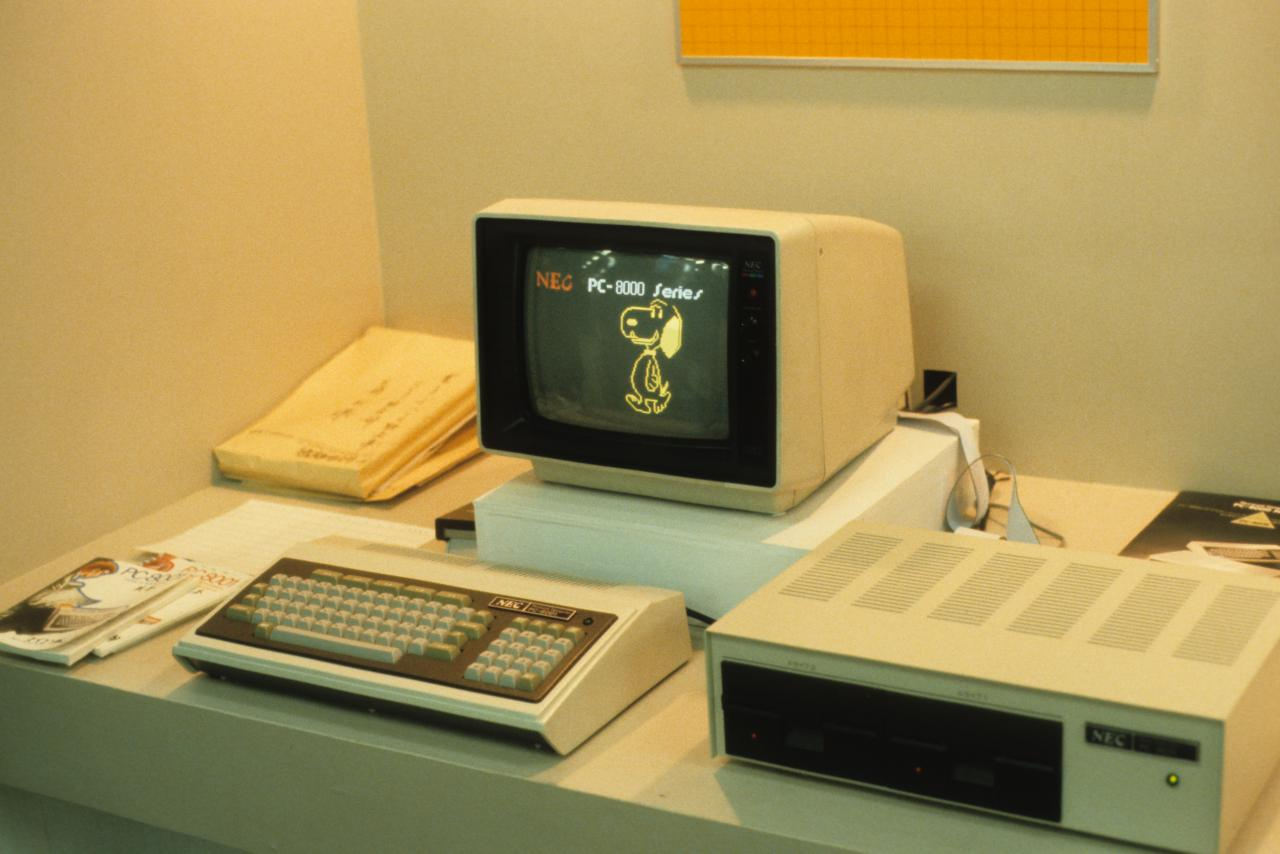
NEC PC-8001（1979年）。

当時の日本で製造・販売されるパソコンとして主流であったのは、電源を入れればROMに書き込まれたBASICが起動する（立ち上がる）ROM-BASICマシンであった。これらはコンピュータを起動するとBASICインタプリタが起動され、コマンドプロンプトから直接BASICのコマンドを入力して処理を行うことができた。これらの機体の形状はApple IIにも似たキーボード一体型、ディスプレイ別置きであった。一方、シャープのMZシリーズはインタプリタをROMであえて持たずにクリーンコンピュータと称していたほか、ディスプレイも一体化して「オールインワン」として発売された。
1980年代初頭にはより高機能な8ビット機が発売された。NECはPC-8800シリーズ（1981年）、富士通がFM-8（1981年）、そのFM-8から周辺機能を削り、音源を搭載したFM-7（1982年）、シャープからはMZシリーズを開発した部署とは別のシャープテレビ事業部が開発したX1シリーズ（型番はCZ、1982年）が登場し市場を寡占化した。この頃には8ビット御三家とはこの3機種を指すようになった。また、後発のソニーは初めて3.5インチのフロッピーディスクを内蔵した機種を発売して話題を集めた。なお、3.5インチマイクロフロッピーディスクの規格とは別に松下電器・日立が3インチのコンパクトフロッピーディスクという規格を策定したが普及するには至らず、最終的にはソニーの推す3.5インチが主流となった。

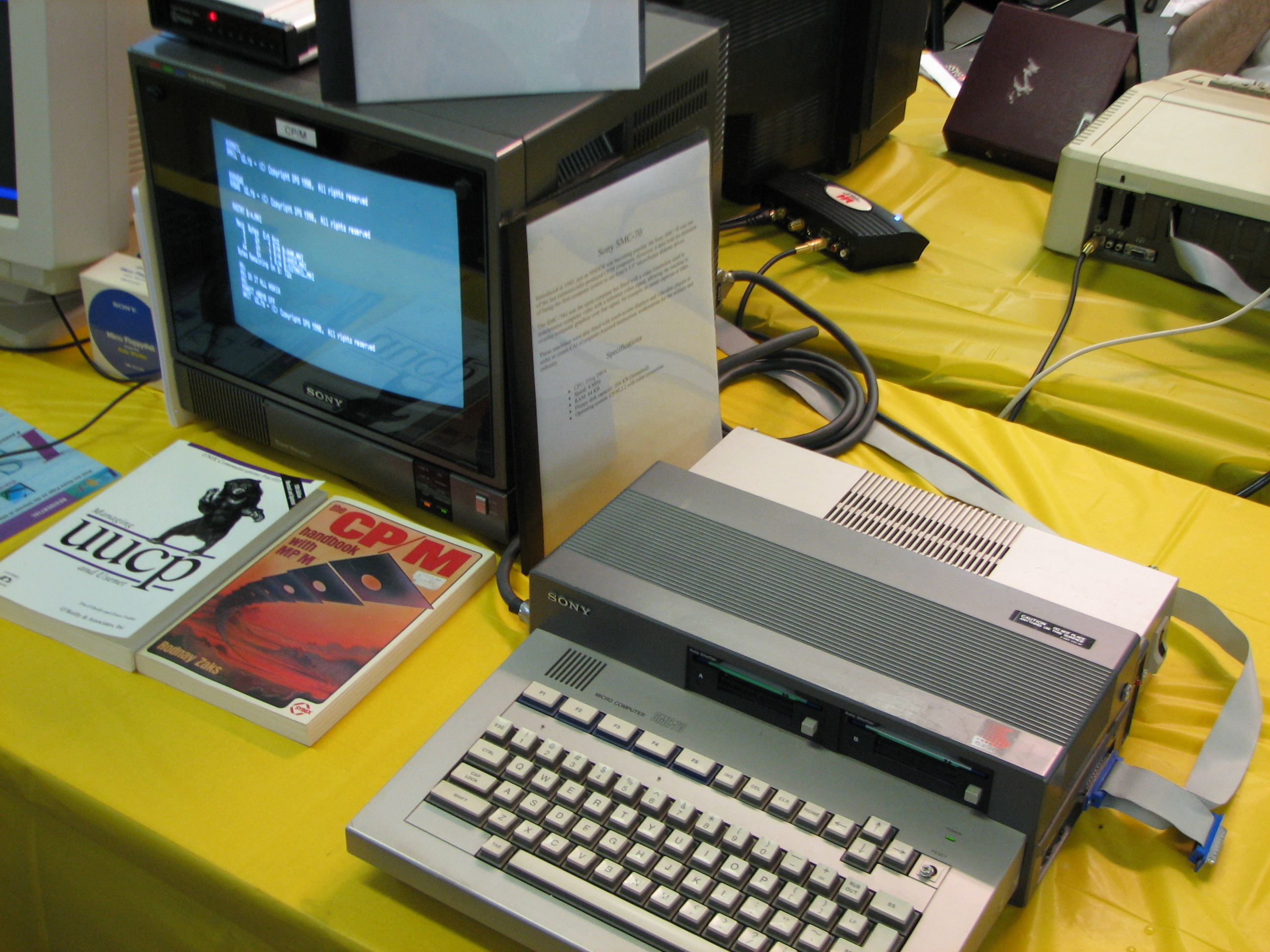
ソニー SMC-70（1982年）

この頃に他のメーカーから発売された機種は以下の通り。
- 日立はベーシックマスターレベル3（1980年） 初の6809+同MPU用MicrosoftBASIC搭載
- 東芝のパソピア（1981年）
- カシオ計算機からはFP-1100シリーズ（1982年） 10進演算など、数値演算に力を入れた機種
- ソニー初のパソコンで、ビデオ機器との連動機能を持たせたSMC-70の発表（1982年11月）
- ソニーから初めて3.5インチのフロッピーディスクを内蔵したSMC-777が登場（1983年）
- 三菱からはMULTI-8（1983年）
- 多色化の先駆けとなった東芝のパソピア7（1983年）

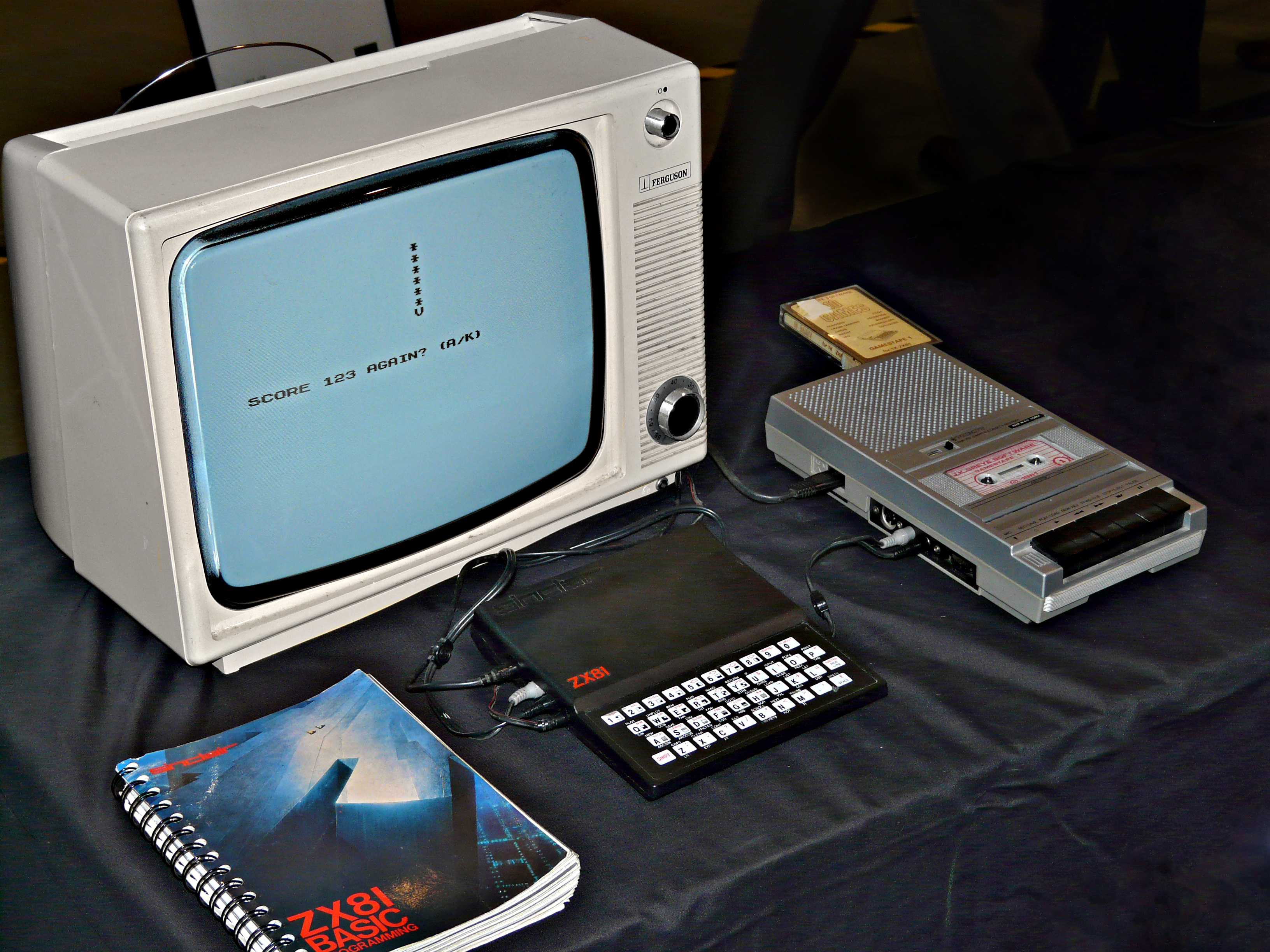
シンクレア ZX81（1981年）

この頃の市場では、10万円を大きく切る低価格の機種と10万円を超える機種へと二極化が進んだ。低価格機種の代表としては、
- ZX81（シンクレア）（1981年）
- ソード計算機（現：東芝パソコンシステム）のM5（1982年）
- トミー（現：タカラトミー）のぴゅう太（パソコン史上に残る稀有な日本語BASICを搭載していた）（1982年）
- 松下電器産業（現：パナソニック）からはJR-100（1981年）・JR-200（1982年）・JR-300（1983年）
- バンダイのRX-78 GUNDAM（1983年7月）

などがあった。

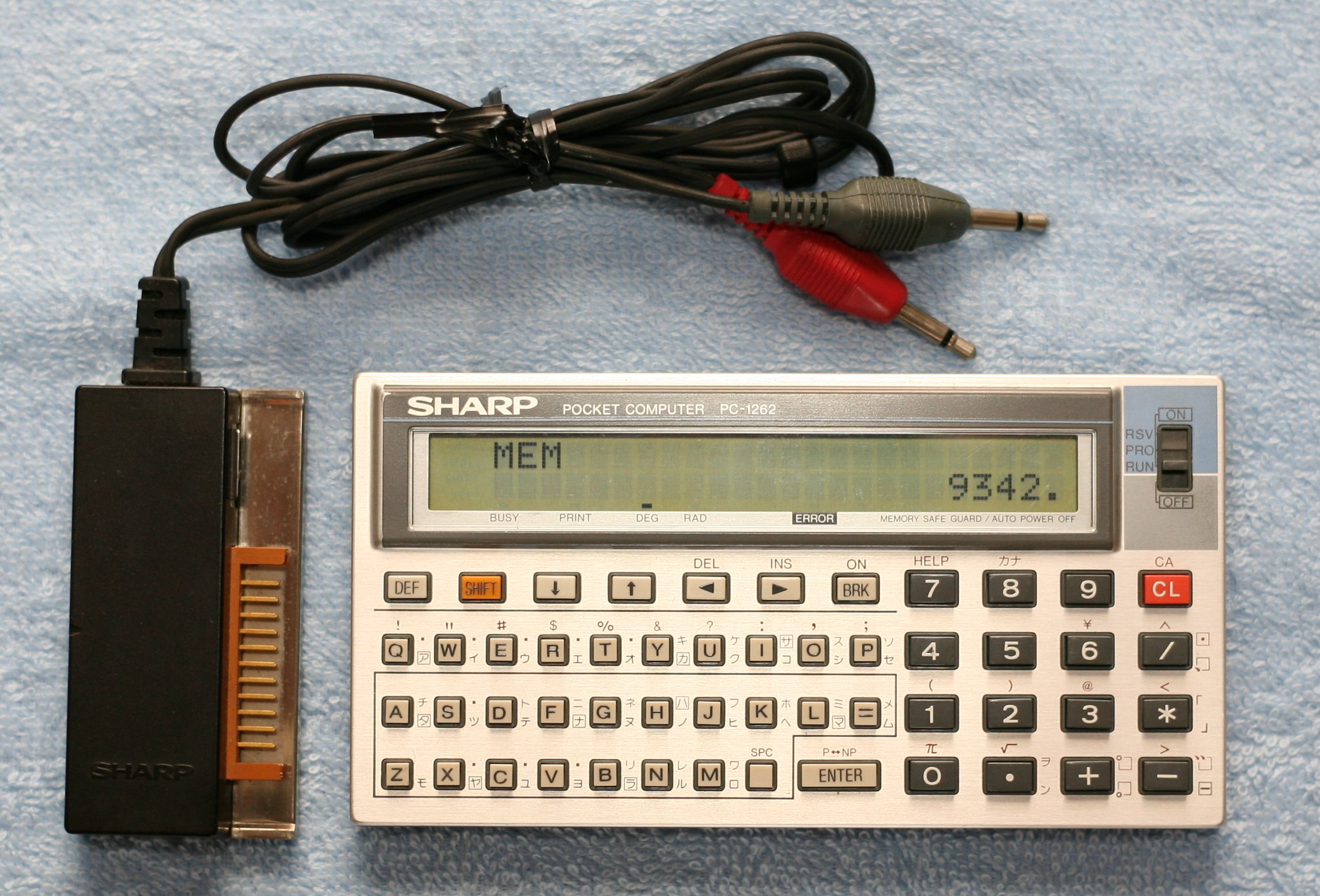
ポケットコンピュータ SHARP PC-1262 とカセットインタフェース CE-124

この頃には携帯用のPC、たとえばポケットコンピュータ（ポケットに差し込めるサイズのもの）やハンドヘルドコンピュータ（A4判程度のサイズのもの。のちのWindows CE Handheld PCとは大きさが異なる）も一部メーカーから発売となった。
- ポケットコンピュータの製品一覧
- HC-20/40（エプソン、1982年）
- PC-8201（NEC/京セラ、1983年）
- TRS-80 model 100（タンディ/京セラ、1983年）
- JR-800（松下電器産業、1984年）

1993年までの日本の公立学校におけるコンピュータ設置率（文部省調べ）

この時代、特に日本国内のパソコン市場においては、日本語表示や日本語入力などの諸問題により8ビットパソコンを本格的なビジネス用途に使うには限界があった。しかし、その実用性はともかく趣味でパソコンを購入する人が増え、また来るべきコンピュータ時代に向け、学校教育にもパソコンが導入されたほか、これを買い与えられる児童もあった。この時代において、主に趣味のプログラミングやコンピュータゲームに供されたパソコンをホビーパソコンとも呼ぶ。
ホビー用途とは言っても、その価格は実用性の割に「飛び抜けて高価な玩具」でもあり、小中学生の子どもたちはコンピュータに興味があっても親から買って貰える子は少なかった。自ら「ナイコン族」と呼び、当時無料でデモ機を設置し使用させてくれた電器店に日曜日には朝早くから並んでデモ機を借りて遊んでいる子どもたちも多かった。多くは『マイコンBASICマガジン』などのプログラム投稿誌のプログラムを入力してゲームを楽しんでいた。それらのゲームをカセットテープに保存し、データを交換しあいながら保持ゲーム数を競っていた。電器店としては、子どもたちが簡単に使っている姿を見せることで大人たちの購買意欲をそそらせ、お互いに持ちつ持たれつの関係が成り立っていた。
このような社会背景に誘われその他の家電・コンピュータ・電卓・時計等の様々な製品を扱うメーカーもマイコン事業に進出したが、後発メーカーは既存のソフトウェア資産という基盤が無かったことから非常に苦戦を強いられることとなった。その中で、各社仕様を共通化することでシステム設計コストの低減とソフトウェア資産の共通化を目指したマイクロソフトとアスキーによるホームコンピュータ MSXの規格（1983年）が発表され、これらの苦戦した各社がこぞって参加した。
またホビーパソコンが人気を博した背景には各地に大小のゲームセンターができてギャラクシアンやドンキーコング、パックマンなどのゲームが人気となり、それらのゲームが移植されたことの影響も大きいと考えられる。
同時代の日本国産機に採用されていたCPUは、ごく初期においてモステクノロジーの6502やインテルの8080などの採用例が見られるものの、以後は8080の上位互換となるZ80に代表されるザイログ（Z-80A, Z-80B）、68系のモトローラ（6800, 6801, 6802, 6809, 6809E）およびそれらの互換・カスタムCPUが主流であった。ただし、このZ80自体とは8080を独自に拡張した8080の（上位）互換プロセッサである。これは、マイコンブームが日本において成立した時点でインテルの8080系は市場においてその主流を上位互換性を確保するZ80に奪われており、採用例が稀であったことに起因する。現在主流となっているインテルのCPUは日本においては16ビット時代になってパソコンに本格的に採用されることとなる。

### 8ビットパソコンの終焉

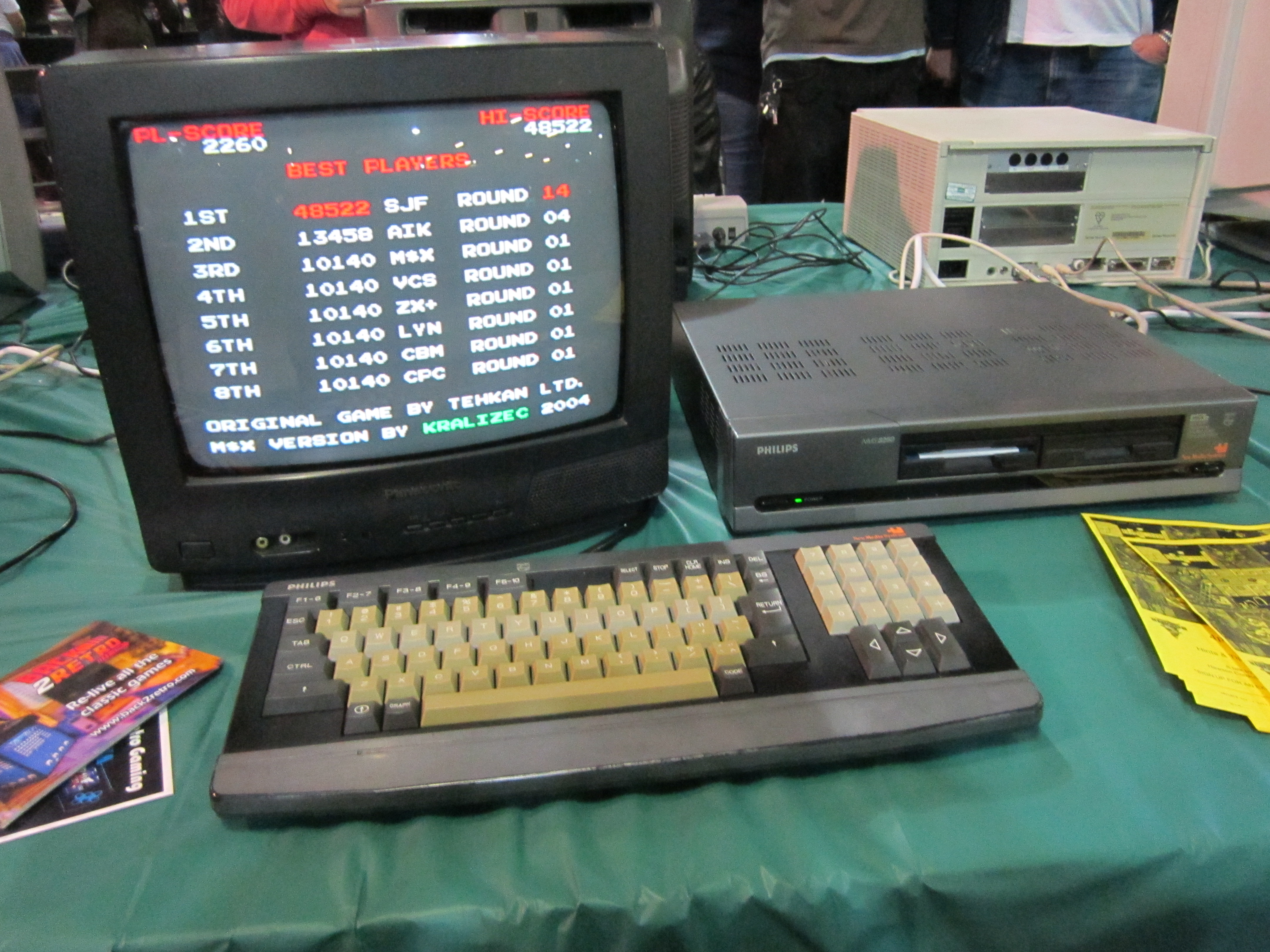
フィリップス MS8250（MSX2）

1982年に後述のPC-9800シリーズが登場する一方で、MSXが出た同じ年の1983年、任天堂からファミリーコンピュータが登場。機能の絞込みによる低価格を武器にアーケードゲームの各メーカーが参入してタイトルが豊富に出揃い、爆発的に普及した。コピーに悩まされていたゲームメーカーは、次第に、コピーが難しいファミリーコンピュータ用に開発するようになった。
1984年頃からは独自規格の8ビットパソコンはNEC・シャープ・富士通の3強が主となり、ホビーユースに的を絞ったPC-8801mkIISR（1985年）・X1turbo（1984年）・FM77AV（1985年）の8ビット御三家各モデルの次世代の時代に突入した。これらはグラフィックを高速・多色化し、音についてはPCM音源・FM音源化、外部記憶装置はフロッピーディスクドライブ内蔵が標準的となり、BASICもDISK-BASICとなった。ROM-BASICは互換性のために残されていた。
もっとも8ビットCPUの非力なパワーや狭いメモリ空間でこれらの機能を活用することは難しく、開発コストや人員の問題もあって市販のゲームソフトなどでは3機種の全てでの発売と引き換えに画像などのデータの使いまわしが行われ、多色機能等はあまり活用されなかった。
初代ベーシックマスターで先鞭を付けた日立はこのころ、高速なグラフィック機能や、独自のメモリコントローラにより8ビット機ながら1Mバイトのメモリ空間を持つ、MB-S1（1984年）を出したりMSX/MSX2に参入するなどしたものの、結局ホビーユースからは脱落している。また、シャープのMZシリーズはMZ-2500（1985年）を最後に16ビットパソコンのビジネス路線に移行した。
1987年、シャープはX68000を、NECは16ビットのホビーパソコンを発売し、またNECはPCエンジンを出した。1989年に富士通も32ビットのホビーパソコンFM TOWNSを、NECがPC-98DOを出して、パソコン御三家も8ビットから16ビット/32ビットの時代へと突入する。
この隙をついてMSX2（1985年）が低価格路線に踏み切り、参加企業は減少したものの8ビット御三家とファミリーコンピュータの中間的な存在として一部で人気を得た。低価格でフロッピーディスクドライブ内蔵のモデルも発売されたが、MSX2+（1988年）になるとソニー、松下電器産業（現：パナソニック）、三洋電機以外は完全に撤退した。それもつかの間、1990年のMSX最終形態のturboRが16ビット機という触れ込みで登場するもののそのまま終焉することになる（同時期に任天堂も16ビットのスーパーファミコンに移行した）。
8ビットパソコンは、ビジネスユースとゲームという2つの市場の要望に、前者を16ビットパソコンに、後者をコンシューマーゲーム機に奪われるという形でその幕を閉じることとなった。
その一方で、各マシンともBASIC言語を標準装備していたことからプログラミングを趣味として楽しむ人々を増やし、一部のパソコン雑誌の誌面ではBASICで組んだプログラムを発表するなどのコミュニケーションの場が形成され、市場撤退後も使い続ける根強いファンを生むこととなった。

### 16ビットパソコン・黎明期とMS-DOSへの移行

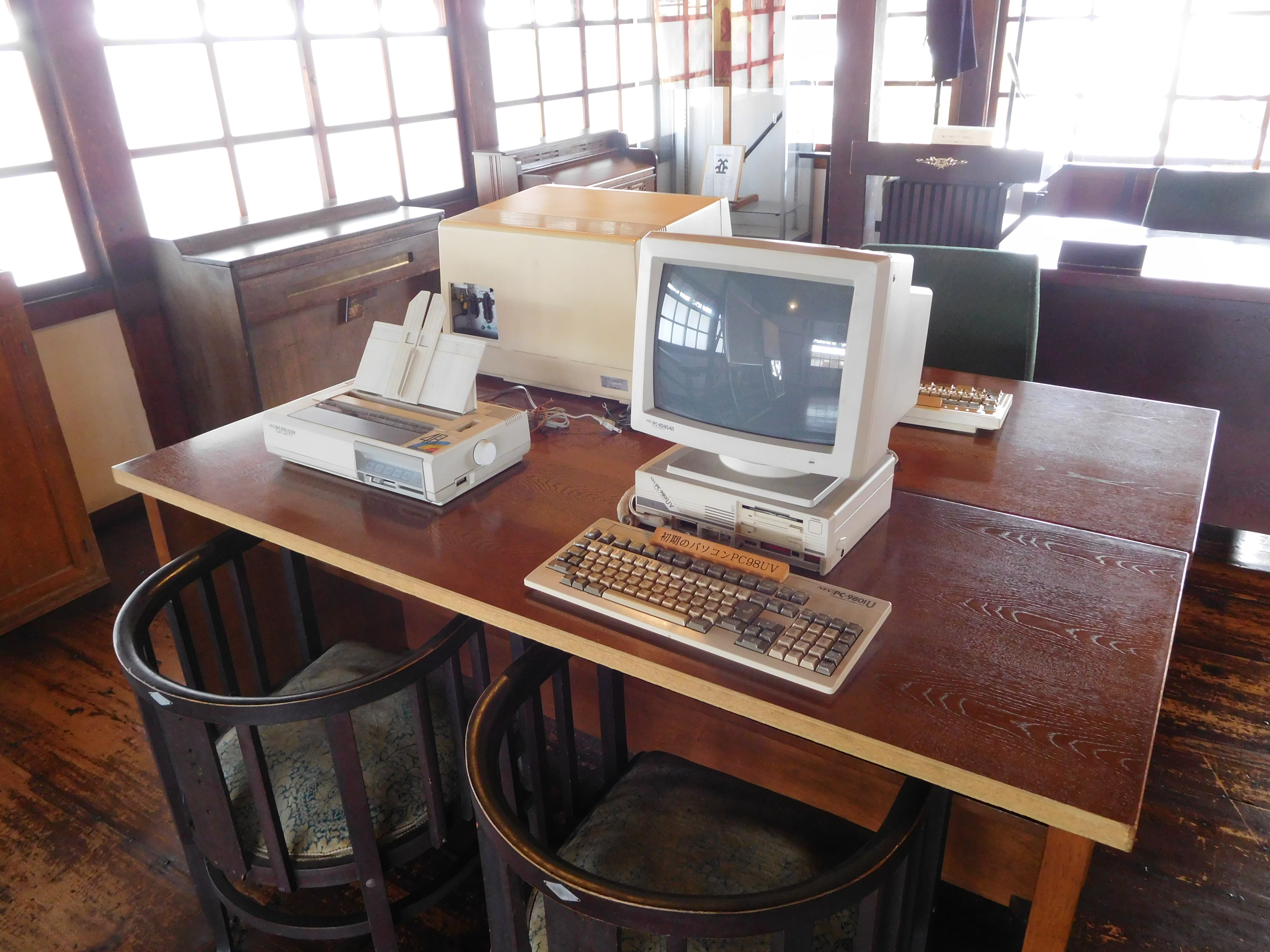
NEC PC-9801UV11（1988年）

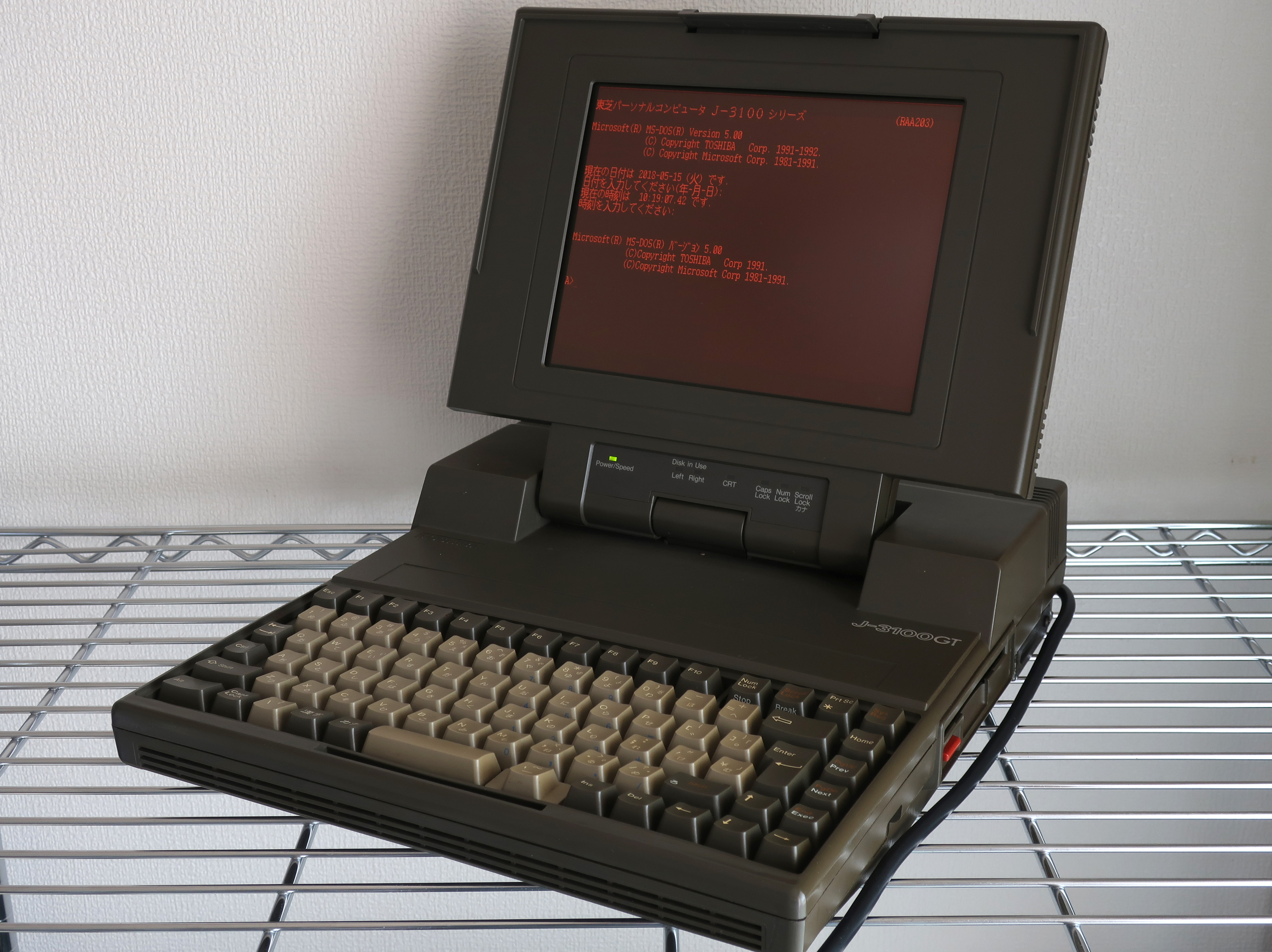
東芝 J-3100GT（1987年）

1978年に科学技術計算および計測制御用途として16ビットパソコンC-15がパナファコムから発売された。1981年、業界初の16ビット業務用パソコンをうたうMULTI16（OSはCP/M-86）が三菱電機より発表されるが、コンシューマ向けに意図されたものではなく、一般にはほとんど普及することはなかった（製品としての寿命は長かった）。
この頃からパーソナル・コンピュータは「パソコン」と呼ばれるようになった。「オフコン」は、2000年代以降はあまり見聞きしなくなったが、「パソコン」はポピュラーな呼び方となり、今日も使用され続けている。
1982年には16ビットCPUを採用して長くベストセラーとなったPC-9800シリーズが登場した。PC-9800シリーズはBASIC言語レベルにて従来の8ビット機と互換を持たせる方法を採った。その他の（主にビジネス向けの）国産機も16ビット化が始まっていた。既存の8ビット機でも16ビットCPU搭載の拡張カードを発売した機種もあった。
ここで、IBM PCが採用したPC DOSのOEM版であるMS-DOSと、8ビット時代からのOSであるCP/M-86のどちらを採用するかといった問題が起こった。後者を選択したメーカーも三菱電機、富士通など複数社が存在したが、1983年にIBM PC/XTでPC DOS 2.0が採用されその日本語OEM版であるMS-DOS 2.0日本語版が登場するとほどなく市場を制した。その後はMS-DOSを採用したPC-9800シリーズの独走態勢となった。
8ビットパソコンと違って黎明期の16ビットパソコンはその対象となる市場が法人中心であり、かつ高価だったこともあってPC-9800シリーズも含めて家庭用としてはまだ普及せず、雑誌でのBASICなどの投稿プログラムも少なく、市販されたソフトウェアもゲームよりもビジネス向けソフトやユーティリティが中心であった。また、システム販売用途としてカスタマイズされたソフトウェアが組み込まれてシステムとして発売されるケースがほとんどであった。
各社の主な16ビットパソコン（企業用および家庭用。後に32ビット化したシリーズを含む）は以下の通り。
- PC-9800シリーズ、N5200（NEC）
- EPSON PCシリーズ（エプソンのPC-9801互換機）
- マルチステーション5550、IBM JX、PS/55（日本IBMのアジア太平洋地域向け仕様）
- AX（AX協議会各社）
- FM-11（EX,BS）、FM-16β、FACOM 9450、FMRシリーズ（富士通）
- J-3100、ダイナブック（東芝）

### 16/32ビットパソコンの転換

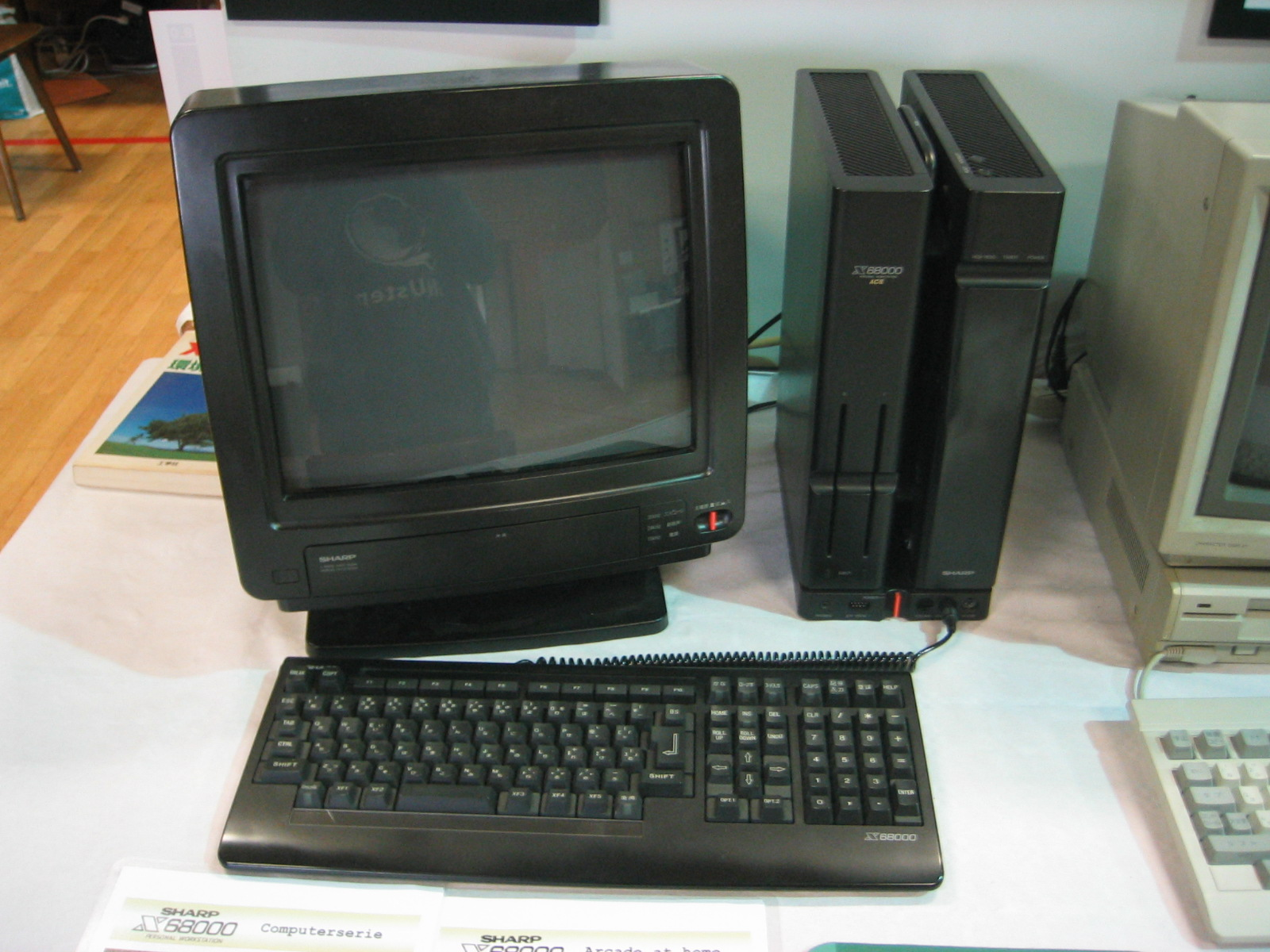
シャープ X68000 ACE（1988年）

16/32ビットパソコンは出現当初はビジネス用として位置付けられている機種がほとんどであった。ワードプロセッサ（ワープロ）・表計算・CADと大型機の端末が主な用途で、解像度は高かったが多色表示やサウンド機能が充実した機種はあまりなかった。
時代が進みPC-9800シリーズが普及するとホビー用としても用いられるようになり、多数のゲームソフトが登場するようになった。またソフトウェアへの要求度合が上がるにつれ、ホビー用途でも8ビット機のパワーでは物足りなくなった。
PC-9800シリーズでも途中からGRCG/EGCの搭載や16色対応・FM音源などの強化がされたが、よりホビー色を強めた16ビットパソコンとして1987年にシャープからX68000、またNECからPC-88VA、1989年には富士通から32ビットパソコンFM TOWNSが発売された。
これらの機種は既存のパーソナルコンピュータと比較するとホビー用のハードウェアが強化されていた。当時はソフトウェア上で処理するよりもハードウェアで処理することにより高速化が計られる時代であった。X68000シリーズのスプライト機能の搭載が良い例である。同様のアプローチは海外でもなされており、画像関係に強いAmiga（1986年）、音楽系に強いATARI-520STが製造されていた。

### 32ビットパソコン・Windowsの時代

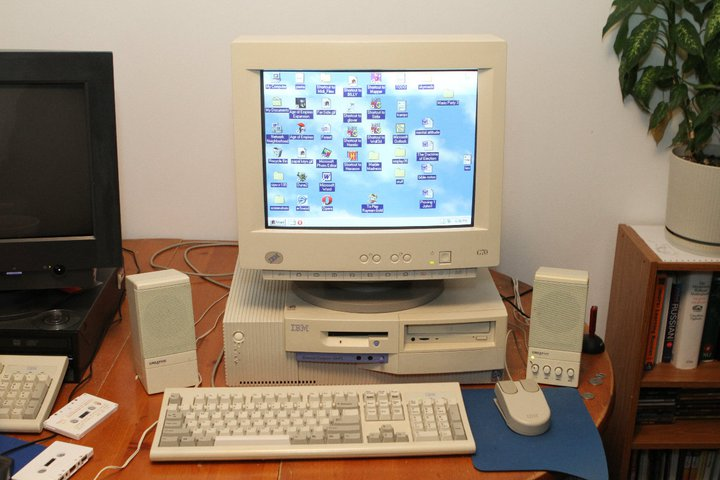
IBM PC 300PL（1997年）

1990年頃にはFM TOWNSのように日本国産機も32ビットCPUを採用する機種が現れた。同じ頃PC/AT互換機で日本語の取り扱いが可能になるOS「DOS/Vが登場し、また1991年にはGUIを使ったWindows 3.0が発売され、世界的な標準機である「PC/AT互換機」が上級ユーザを中心に日本に流入し始めた。この頃にOADGも結成され、日本国内独自のビジネスパソコンやAX機を発売していたメーカーはPC/AT互換機路線に転換した。1990年代前半は日本独自のアーキテクチャで漢字表示に強いPC-9800シリーズ、およびその互換機（EPSON製など）が日本のパソコン市場をほぼ独占していたが、DOS/Vが登場してからは日本語表示はハードウェアではなくOS側で可能になり、独自PCはシェアを減らしていく。
1993年に改良されたWindows 3.1が発売されると、統一された規格に沿った部品が世界的に豊富に流通し、コストの面でも有利なPC/AT互換機が売れるようになり、米コンパックの日本上陸による価格破壊（コンパックショック）が発生した。また、CPUやバス、グラフィックカード、ハードディスクの高速化とメモリの低価格化により、日本国産機が特殊なハードで実現していた機能をソフトによる「力技」でも実現できるようになった。
Macintoshは漢字Talk7が発売された頃からハードウェアの値下げと日本語処理機能の充実によりマルチメディアに優れたパソコンとして認知され、シェアを伸ばしていった。
NECはWindows向けに性能を上げたPC-9821シリーズ（1992年）を発売したが、これらの影響を受けて次第に部品の大部分がPC/AT互換機と共通になっていった。FM-Rで唯一PC-9800に食い下がっていた富士通は既存の機種の機能強化と並行してPC/AT互換機FMV（1993年）の販売を開始し、次第に独自路線を縮小していった。
1995年にGUIを大改良したWindows 95の発売が開始されると、日本でも新聞やTVのニュース番組で大きく取り上げられ新規のパソコンユーザを増やす起爆剤となった。さらに98互換機のエプソンもPC/AT互換機に転換し日本国内独自パソコンはホビーユースを含めて終焉へ向かった。残ったNECも1997年ついにPC/AT互換機であるPC98-NXシリーズへの転換を表明した。この頃までのパソコンは、主にワードプロセッサ、表計算ソフト、データベースなどのオフィスアプリケーションを利用するツールとして普及していった。この頃からインターネットも普及する。

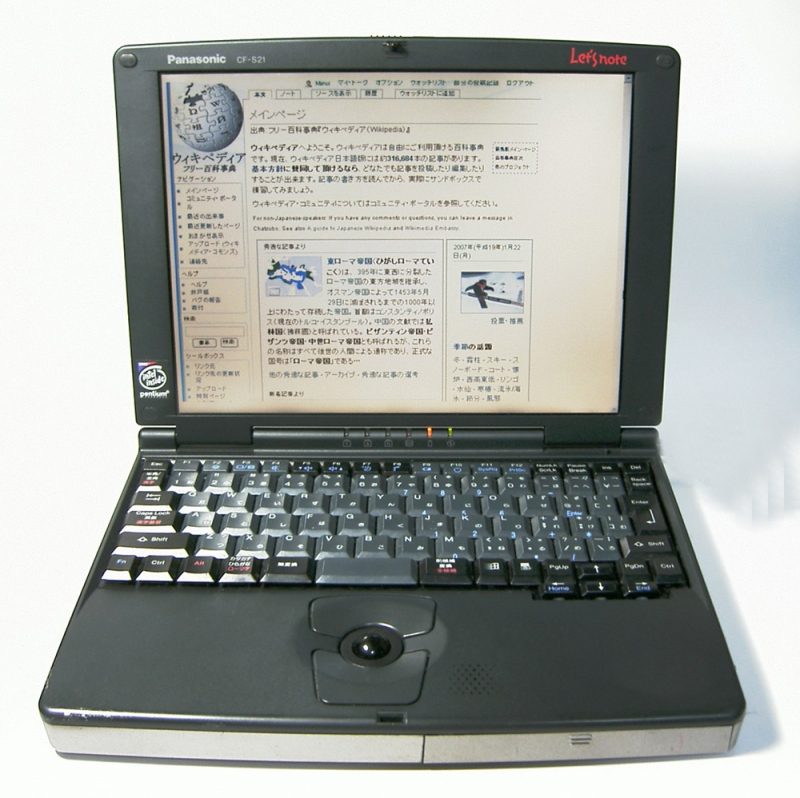
パナソニック Let's note（1998年）

Windows95によりPC/AT互換機の普及に拍車がかかり、NEC以外のさまざまなメーカーがDOS/V互換機製造に参入していった。1996年にはWindows（Windows 95）を搭載したPC/AT互換機（いわゆるDOS/V機）の販売シェアが50%を超えた。
OSとしては、Windows・Macintosh OSのほか、Linux・BSDなどのUnix系OSも新たに台頭した。Unix系OSは一般家庭用としては普及しなかったが、ワークステーションやオフィスコンピュータでのシェアを獲得し、また家庭内でもネットワークのサーバを設置する場合は、既存のパソコンにUnix系OSをインストールして使うことも一般的になった。
なおWindowsにはNT系列と95系列とふたつの系列があったが、Windows XP以降はNT系列に統合されている。
- 95系列の主なOS：Windows 1.x/2.x/3.x/95/98/Me
- NT系列の主なOS：Windows NT/2000/XP/Vista/7/8/10

2003年9月、NECはPC-9800シリーズの出荷停止を表明し、ついに日本国内独自パソコンの歴史は完全にピリオドが打たれた。
2004年以降も日本の市場に出ている独自規格パソコンはMacintoshだけとなり、あとはすべてPC/AT互換機となった。Pentiumシリーズ・PowerPC・XScaleなど高性能なCPUが搭載されて高速化が進んだ各パソコンやPDAでは、かつてのパソコンやビデオゲーム機のエミュレータソフトも普及した。
1980年代までは世界一であった国際競争力は失われた10年を通して低下しており、2000年代になると、IT革命に出遅れた影響が日本の電子産業を締め上げていった。以降は事業撤退、分社化、中華圏のメーカーに買収など、様々な末路を辿ることとなる。

### 出荷台数の推移で見る日本のパソコン史

日本のPC国内出荷台数（青線）と出荷額（赤線）（JEITA調べ）

1993年までのビット別PC本体の日本国内出荷台数（JEITA調べ）

#### 1978年
初期の8ビットパソコンが登場。シャープ、日立など。

#### 1984年
8ビットパソコンの最盛期。8ビットパソコンの出荷台数がピークに。この後、ビジネス用途を中心に16ビットパソコンへと転換していくが、8ビットパソコンもホビー用途を中心に1980年代は全盛時代となった。また、パソコンには含まれていないが8ビットゲーム機ファミリーコンピュータも1983年に登場した。

#### 1986年
8ビットパソコンと16ビットパソコンの出荷台数が逆転。ビジネス用途を中心に 16ビットパソコンの出荷台数が増加し、8ビットパソコンの出荷台数を追い越した。

#### 1989年
日本で一足先にパソコンよりも早く普及したワープロ専用機の出荷台数は1989年に271万台でピークとなった。この頃まではまだパソコンの出荷台数の方が少なかった。

#### 1990年
注：以後現れる出荷台数は JEITAの統計による。統計に参加していないショップブランドなどの台数が含まれていない点に注意。また、デルの出荷台数は2004年から含まれている。
16ビットパソコンの出荷台数がピークに。32ビットパソコン時代への転換がはじまる。翌年には32ビットパソコンの出荷台数が上回り、16ビットパソコンは急速に減少した。
日本IBMがDOS/Vを発表し、PC/AT互換機での漢字表示が可能となる。

#### 1991年
日本国内のパソコンの出荷台数が初の減少に。前年1990年に出荷台数がいったんピークを記録し206万台となった。1991年は190万台に減少し停滞時期となった。翌1992年も減少が続き、176万台。

#### 1993年〜1996年
日本国内のパソコン出荷台数が急増。前年1992年秋にPC/AT互換機の大手コンパックが日本国内市場に参入し、パソコンの価格破壊、コストパフォーマンスの急上昇がはじまった。また1993年5月にWindows 3.1 日本語版が発売され、性能の向上したパソコンとの相乗効果で日本国内でもMS-DOSの時代からWindows時代への本格的な転換がはじまった。1993年には日本国内のパソコン出荷台数は238万台、1994年には335万台と急増し、Windows 95が発売された1995年には570万台と500万台の大台を突破、1992年の底からわずか3年で約3倍の増加となった。また、出荷金額も1995年には1兆円を突破した。1996年には出荷台数は753万台にまで増加した。

#### 1997年〜2000年
1997年は前年までの急増が一段落し出荷台数が 685万台に減少した。その後再び急増に転じ、液晶デスクトップパソコンや14インチ超の大型液晶を搭載したデスクノートパソコンの普及が本格化した2000年には日本国内出荷台数が1,210万台と1,000万台の大台を突破した。1996年のピークから約1.7倍の増加である。出荷金額も 2兆円を超えた。また、2000年には初めてノートパソコンがデスクトップパソコンの出荷台数を上回った。以後、ノートパソコンがやや上回る程度でほぼ半々で推移している。
この頃から日本では世界よりひと足早く携帯電話によるインターネット接続などの高機能化が進み、パソコンと競合することになる。詳細は日本における携帯電話を参照。

#### 2001年〜2006年
パソコンの出荷台数はいったん減少に転じ2002年には1000万台割れとなったが、その後は回復し、2005年度は2000年度に記録した国内出荷台数のピークを上回った。一方で出荷金額はパソコンの低価格化の流れを受けて減少し、1兆6000億円台から1兆7000億円台で推移している。
パソコンの低価格化が一段と進み、平均販売価格の下落は底が見えず、平均価格の下落とともに、出荷金額も減少している。この頃よりノートPCの販売割合が増え、ネットブックが大流行した。シェアを失ったデスクトップPCは、大手メーカーの生産縮小やモデル数減少、販売店の販売スペースの縮小や販売からの撤退が進んだ。

#### 2007年〜2010年

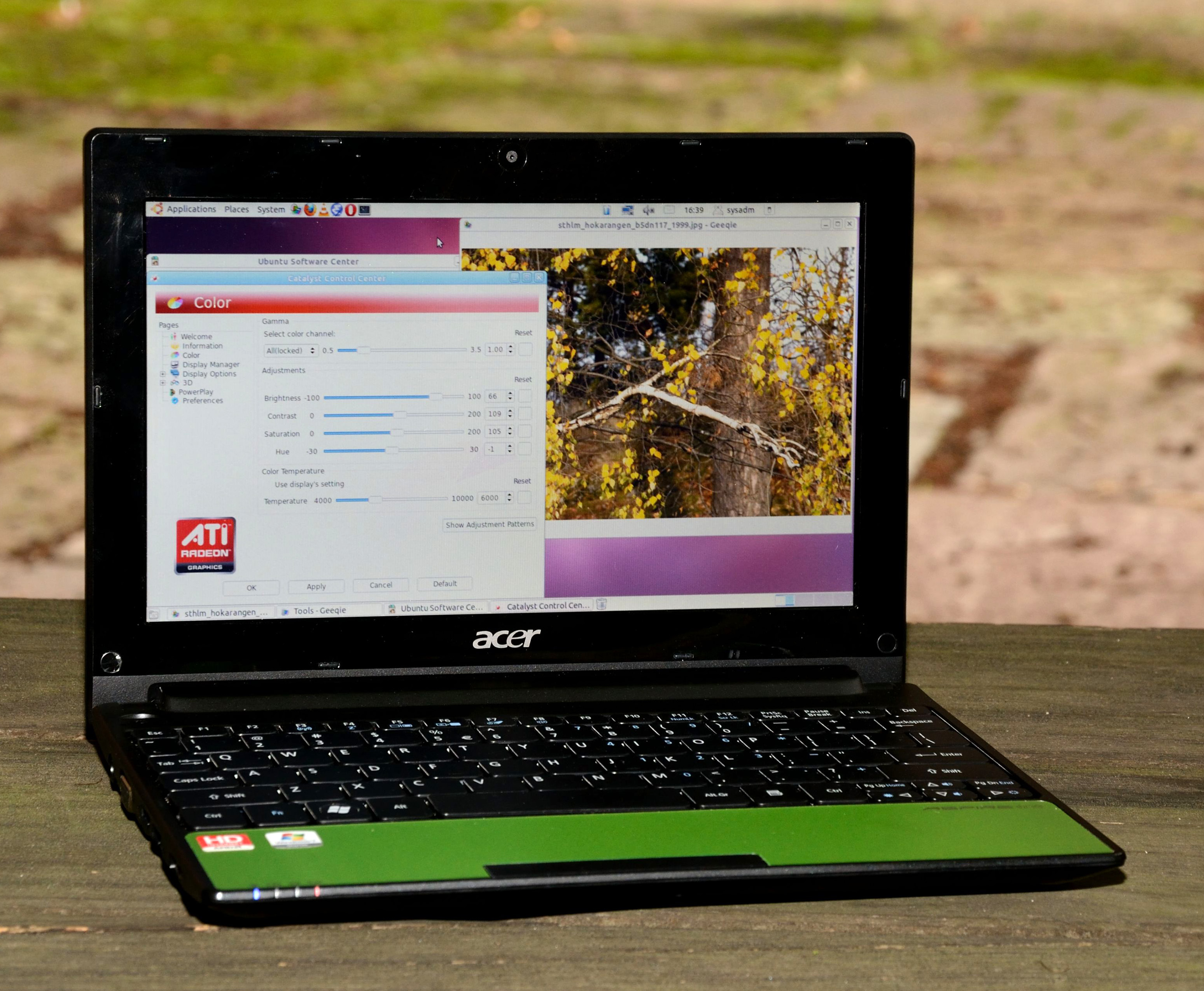
Acer Aspire One（2011年）

世界金融危機が深刻化。eMachines・Gateway・シャープ・日立製作所・ソーテック・飯山電機など、メーカーの撤退や買収などの再編が進んだのもこの時期である。

#### 2011年〜2015年
パソコンの低価格化は円安やパーツ価格の高騰の影響で下げ止まった。2013年まではWindows XPのサポート終了に伴う駆け込み需要で販売台数を維持していたものの、2014年からはそれがなくなり、パソコンの販売台数が急減。スマートフォンの台頭もあり、販売台数の減少に歯止めがかからなくなっている一方、新勢力のタブレットPCが存在感を示した。

#### 2016年〜2019年
Windows 10搭載パソコンの買い替え需要が増加。省スペースデスクトップ、オールインワンが普及し、ノートの軽量化、薄型化が進んだ。2019年は消費税増税の駆け込み需要、Windows 7サポート終了による買い替え需要もあり出荷台数は1,735万台の大台に到達、iPad Proの大幅アップデートやキーボードやトラックパッドの発売、iPadOSの登場などによりタブレットも販売台数が増加した。

#### 2020年〜
2020年1月中旬以降はWindows 7のサポート終了に伴う買い替え需要が落ち着き、新型コロナウイルスの影響で出荷台数が大幅に減少したものの、2020年3月25日に東京都の「外出自粛要請」、4月7日の緊急事態宣言発令後、在宅勤務、テレワークが拡大しパソコン需要が増加している。日本のPCゲーム市場の復興も進み、高成長を記録した。
| 年度         | 台数 （千台） | 金額 （億円） | 平均価格 （千円） | デスク：ノート 割合 （%） |
| ------------ | ------------- | ------------- | ----------------- | ------------------------- |
| S53 （1978） | 80            |               |                   |                           |
| S54 （1979） | 83            |               |                   |                           |
| S55 （1980） | 94            |               |                   |                           |
| S56 （1981） | 229           |               |                   |                           |
| S57 （1982） | 683           |               |                   |                           |
| S58 （1983） | 885           | 1,516         | 171               |                           |
| S59 （1984） | 1,196         | 1,816         | 152               |                           |
| S60 （1985） | 1,187         | 1,994         | 168               |                           |
| S61 （1986） | 1,236         | 2,348         | 190               |                           |
| S62 （1987） | 1,204         | 2,825         | 235               |                           |
| S63 （1988） | 1,375         | 3,725         | 271               |                           |
| H1 （1989）  | 1,657         | 4,786         | 289               |                           |
| H2 （1990）  | 2,066         | 5,859         | 284               |                           |
| H3 （1991）  | 1,903         | 5,713         | 300               |                           |
| H4 （1992）  | 1,766         | 4,942         | 280               |                           |
| H5 （1993）  | 2,382         | 7,169         | 301               |                           |
| H6 （1994）  | 3,349         | 9,249         | 276               |                           |
| H7 （1995）  | 5,704         | 13,916        | 244               |                           |
| H8 （1996）  | 7,192         | 17,506        | 243               | 65:35                     |
| H9 （1997）  | 6,851         | 16,543        | 241               | 56:44                     |
| H10 （1998） | 7,538         | 16,327        | 217               | 53:47                     |
| H11 （1999） | 9,941         | 19,739        | 199               | 52:48                     |
| H12 （2000） | 12,102        | 21,442        | 177               | 49:51                     |
| H13 （2001） | 10,686        | 17,692        | 166               | 45:55                     |
| H14 （2002） | 9,840         | 16,167        | 164               | 44:56                     |
| H15 （2003） | 10,783        | 16,120        | 149               | 45:55                     |
| H16 （2004） | 12,075        | 17,336        | 144               | 48:52                     |
| H17 （2005） | 12,860        | 16,075        | 125               | 45:55                     |
| H18 （2006） | 12,089        | 14,653        | 121               | 43:57                     |
| H19 （2007） | 9,301         | 11,346        | 122               | 35:65                     |
| H20 （2008） | 8,792         | 9,758         | 111               | 32:68                     |
| H21 （2009） | 9,518         | 8,858         | 93                | 29:71                     |
| H22 （2010） | 10,438        | 9,206         | 88                | 31:69                     |
| H23 （2011） | 11,277        | 8,669         | 77                | 29:71                     |
| H24 （2012） | 11,152        | 7,952         | 71                | 27:73                     |
| H25 （2013） | 12,109        | 9,263         | 76                | 30:70                     |
| H26 （2014） | 9,187         | 7,336         | 79                | 28:72                     |
| H27 （2015） | 7,111         | 6,239         | 87                | 25:75                     |
| H28 （2016） | 6,974         | 6,181         | 88                | 25:75                     |
| H29 （2017） | 6,767         | 6,210         | 91                | 26:74                     |
| H30 （2018） | 7,398         | 7,031         | 95                | 23:77                     |
| R1 （2019）  | 9,475         | 8,926         | 94                | 26:74                     |
| R2 （2020）  | 12,083        | 8,862         | 73                | 11:89                     |

2007年度は自主統計参加企業が16社から13社へ減少。2007年度の集計調査対象企業：アップルコンピュータ（現：アップルジャパン/Apple Japan）、NEC（現：NECパーソナルコンピュータ）、シャープ（2010年まで）、セイコーエプソン（エプソン）、ソーテック（のちにオンキヨー（現：オンキヨーデジタルソルーションズ）、2013年まで）、ソニー（2014年まで、2015年に独立したVAIOは調査対象ではない）、東芝（現：東芝クライアントソリューション）、日立製作所（2016年まで）、富士通（現：富士通クライアントコンピューティング）、松下電器産業（現：パナソニック）、三菱電機インフォメーションテクノロジー（2012年まで）、MCJ傘下のユニットコム（旧：アロシステム）、レノボ・ジャパン。デル、日本HP、ASUS JAPAN、日本エイサーなど集計に参加していない企業も多いため日本国内総出荷台数とは異なる。デスクトップの割合が高い自作PCやショップブランド（ドスパラなど）が含まれていないため、特にデスクトップの台数は少なめに見積もられている（ただし、エプソンダイレクトとMCJ傘下のパソコン工房系列のショップは調査対象に入っている）。また、ノートPCについても、2013年度以降はノートPC全体の1〜2割を占めると言われる日本マイクロソフトのMicrosoft Surfaceシリーズが含まれてないことにも留意する必要がある。

## 歴代機種
- 主な製造・販売企業、歴代機種、現在[いつ?]の製品については、パーソナルコンピュータ製品一覧を参照。
- ポケットコンピュータに関してはポケットコンピュータの製品一覧を参照。